# Kate Pickett
Kate Pickett (née en 1965), est un épidémiologiste britannique et professeur d'épidémiologie dans le département de sciences de la santé à l'Université de York. Elle a été chercheuse (career scientist) au Institut National de Recherche en Santé du Royaume-Uni de 2007 à 2012. Elle est coauteur (avec Richard G. Wilkinson) de l'ouvrage The Spirit Level: Why More Equal Societies Almost Always Do Better ("Le Niveau à Bulles : Pourquoi les sociétés plus égalitaires font presque toujours mieux") et est cofondatrice de The Equality Trust. Pickett a reçu en 2013 le Silver Rose Award de Solidar pour sa promotion de l'égalité et la Charles Cully Memorial Medal de 2014 décernée par l'Irish Cancer Society.

## Carrière
Pickett est membre de la York Fairness Commission et membre de la Living Wage Commission. Elle est membre du conseil scientifique de lnequality Watch, du Scientific Board for Progressive Economy, et est un membre du groupe de travail en recherche sur le capital humain du Institute for New Economic Thinking. Elle est aussi membre duSteering Committee of the Alliance for Sustainability and Prosperity,.

## Formation académique
Pickett étudie l'anthropologie biologique à l'Université de Cambridge, la science de la nutrition à l'Université Cornell et l'Épidémiologie à l'Université de Californie à Berkeley, où elle reçoit le Warren Winkelstein award pour l'épidémiologie. Elle est membre de la Société Royale des Arts et membre de la Faculté de Santé Publique du Royaume-Uni.

## Recherche
Un de ses programmes de recherche se concentre sur les déterminants sociaux de la santé, notamment l'influence de facteurs tels que la classe sociale, l'inégalité des revenus, le quartier et de la densité ethnique sur divers phénomènes tels que la mortalité et de la morbidité, les grossesses à l'adolescence, l'obésité, la mortalité infantile et les comportements liés à la santé. Son deuxième programme de recherche est axé sur le tabagisme pendant la grossesse; son rôle causal par rapport aux problèmes de comportement chez les enfants et son contexte psychosocial.

## Politique
En août 2015, Pickett soutient la campagne du candidat travailliste Jeremy Corbyn à la primaire du Parti travailliste.

## Publications
- (en) Kate Pickett et Richard G. Wilkinson, Health and inequality : Major themes in health and social welfare, Abingdon, Oxon, UK New York, New York, Routledge, 2008 (ISBN 978-0-415-44313-5)
- Kate Pickett et Richard G. Wilkinson, The spirit level: why more equal societies almost always do better, Londres, Allen Lane, 2009, 330 p. (ISBN 978-1-84614-039-6)